# Гушића бања (Бања Лука)
Гушића бања или Маслин хауз један је од објеката у Градитељској целини - Бање у махали Илиџа у Горњем Шехеру  у Бања Луци,  данас Месна заједница Српске Топлице, проглашена  за националним споменик Републике Српске и Босне и Херцеговине. Настала је уз изворе термалне воде (просечне температуре износе од 33° до 36 °C).

## Назив
Гушића бања или Маслин хауз су два назива за исту кућу, која је прво била својина Мухарема Масле, по коме је и добила име Маслин хауз, а када је кућу купила породици Гушић по женској линији, кућа је прозвана Гушића бања.

## Заштита
Одлуком Комисија за очување националних споменика, на основу члана V став 4 Анекса 8 Општег оквирног споразума за мир у Босни и Херцеговини и члана 39 став 1 Пословника о раду Комисије за очување националних споменика, на седници одржаној од 25. до 31. јануара 2005. године Гушића бања или Маслин хауз је као део Градитељска целина - Бање у махали Илиџа у Горњем Шехеру, Бања Лука, прогласила за национални споменик Босне и Херцеговине.
Кућа Гушићева бања се и данас употребљава.

## Положај
Гушића бања или Маслин хауз се у оквиру комплекс бања у Горњем Шехеру налази у махали Илиџа на десној обали Врбаса, који у овом делу губи особине планинске и поприма особине равничарске реке,  у просторном обухвату дефинисаном следећим границама:
- са северозападне стране је ограничен коритом ријеке Врбас дужине око 200 метра низводно од новог гвозденог моста, те границом Улице Од Змијања Рајка (ранији назив: Улица браће Алагић) у дужини око 100 м југозападно од моста;
- југозападном границом к.ч. број 662, к.о. Бања Лука III-8 (парцела на којој се налази Бањско-рекреациони центар “Шехер”);
- на југоисточној стран природном границом преласка обронака Шехитлука у равничарски део, са обронцима Бањ брда (стари назив Шехетлуци), обрасли храстом, грабом и црним бором.
- на североисточној страни к.ч. број 700, к.о. Бања Лука III-8 (Хаџи-Исаковића кућом).

## Историја
Подручје са сумпорним врелима помиње се 1554. године у Софи Мехмед-пашиној вакуфнами под називом Илиџа, а затим у попису махала 1604. године у ком се помиње џамија-Илиџанска, чији се оснивач Махмуд Челеби. На том месту развила се истоимена махала са џамијом, а знатно касније и мектеб. Изградња Софи Мехмед-пашиних задужбина на десној обали Врбаса, као и изградња моста који је повезао, раније изграђену, Хункарија (Цареву) чаршију на левој обали Врбаса са Софи Мехмед-пашином махалом били су велики подстрек урбанистичком развоју Доњег Шехера. Низводно, низ Врбас, формиране су махале:
- Осман-шахова,
- Календарија (Шиникова),
- Ситарска махала и махала Табаци (из које, касније, настају две махале: Горњи и Доњи Табаци),
- Махала Илиџа,  узводно уз Врбас
- Царева махала,
- Хаџибегзаде махала, на Грабу,
- Џаферагина махала, на Грабу.

Између Врбаса и брда Шехитлука, на локалитету Илиџа, развија се истоимена махала која добија назив према лековитим термалним изворима(7) између којих је ишао поток топле воде, спуштајући се у Врбас.
Најстарији објекти махале Илиџа који су били  изграђени имали су наткривени базен-хауз. Сви хаузи су били међусобно спојени потоком топле воде на коме су били дрвени мостићи, а уз саму обалу, и два мања зидана млина.
Термална врела која се налазе на на 11 локација целом потезу махале Илиџа, а која су се користила, или се користе, као топле купке, су:
1. Ебин хауз,
2. Маслин хауз (или Гушића бања),
3. Хекерин хауз у башти Бисере Шеранић,
4. Хауз уз кућу Бисере Шеранић,
5. Демировића бања,
6. Османчевића бања,
7. Базенчић уз кућу Зеире Шеранић,
8. Жбана,
9. Бања Диреклија,
10. Шугавица,
11. Краљичина Илиџа.

У близи ушћа потока у Врбас, била су два мања зидана млина, која су могла да раде и за време великих зима. Један млин је био својина Мухамеда Шеранића, а други се звао Мансеров. Набујале воде Врбаса су неколико пута уништавале и односиле млинове, ступе, табачке направе и мостове(9) изграђене на реци Врбас, а наведени млинови страдали  у поплави која се догодила у периоду између 1903. године и Првог светског рата.
У том историјском раздобљу прво је изграђен Маслин хауз или бања-хауз који је у турском периоду био слободно стојећи самосталан објекат. 

### Период Аустроугарске владавине
За време аустроугарске владавине махала Илиџа није доживела неке веће промене. На месту на коме је Врбас најужи, након 1880. године, саграђени су:
- мост челичне решеткасте конструкције,[а]
- војно купатило Жбана
- неколико објеката у аустријском провинцијском стилу: куће Гушића, Хаџиалића, Лиховића и Бисере Шеранић,
- неколико занатских и трговачких радњи (кафана Александера Голдбахера, кафана Карла Голдбахера у кући „Хладари” поред моста на Врбасу, Бајагиловића дућан у Хаџиалића кући, Менсерова кафана  „Земаљска кугла”, обућарска радња Мустафе Трокића) које су касније затворене или су објекти у којима су се налазиле порушени у каснијем периоду.

У овом периоду уз хауз са југозападне стране дограђен је стамбени објекат, који је изграђен око 1880. године и који је био својина Мухарема Масле. Касније је кућа припала породици Гушић по женској линији. То је, уједно, и разлог зашто се употребљавају два имена за хауз: Маслин и Гушића бања.
Минбер (становници Бање Луке су је називали  „мала мунарица”  или  „акшамлија” ) и михраб мусале су срушени 1935. године.
Илиџанска џамија је срушена 1948. године. Имала је дрвену мунару и улазни трем са софама и била покривена кровом на четири воде.

У писаним изворима се наводи да су...
...приликом археолошких ископавања 1983. откривени темељи џамије грађени у три реда камена, као шупљи зид (Фототека и планотека Завода за заштиту споменика културе и природе Бањалука.
Ова ископавања се доводе у везу са изградњом Бањско-рекреационог центра Горњи Шехер.

### Друга половина 20. века
Године 1989. на простору махала изграђена је Улица браће Алагић (данашњи назив улице: Од Змијања Рајка), којом се подиже ниво терена, покрива поток и руше мостићи.

## Опис добра
Специфичности махале Илиџа у којој је изграђен објекат Гушића бања, због природних ресурса краја има директну везу са овом грађевином. Присуство термалних изворишта на једном релативно малом просторном обухвату одразило се на градитеље објекат хауз у саставу куће Гушића бања, да коришћењем природних фактора, обликују простор за становање и обилато користе термалне воде (просечне температуре од 33° до 36 °C). Наиме они су унутар посебно изграђеног објекта изградили засебну просторију хауз и у њу сместили бање за купање.
Објекат хауза је једнопросторне диспозиције и квадратне основе (спољних димензија  6x6 м).
Са улазне северозападне стране уз хауз дограђен је претпростор чији спољни фасадни зид, заједно са спољним северозападним зидом прислоњене куће, чини јединствену фасадну површину, која у потпуности сакрива визуре према бањи (купатилу). У претпростору бање смештен је улазни део који има функцију ветробрана и преко једнокраког степеништа повезује бању са кућом, као и санитарни чвор са гардеробом за кориснике бање (купатила).
Зидови хауза, дебљине око 75 цм, зидани су ломљеним каменом, споља дерсовани, изнутра малтерисани, а као везивно средство коришћен је кречни малтер.
Централни унутрашњи простор хауза је димензије 4,50x4,50 м. Са галерије, направљене од дрвене дашчане платформе (димензија: дубина 85 цм, ширина 450 цм) ослоњене на челични НП I носач, која је око 180 цм уздигнута од дна базена, преко једнокраког дрвеног степеништа силази се до дрвених клупица ширине 40 цм (четири подужно постављене дрвене штафле чине клупу-дрвену површину за одмор купача, посјетилаца бање) које су постављене по ободу базена.
Дно базена је насуто шљунком, а висина од дна базена до унутрашње коте темена куполе износи отприлике 830 цм. Купола зидана турском циглом, преко конструкције пандантифа и прислоњених слепих преломљених лукова (теме лука има висину од око 200 цм, а распон тетиве-растојања крајњих ослоначких тачака лука је отприлике 430 цм), ослања се на камене зидове. При врху куполе је постављено 8 вентилационих кружних отвора у своду куполе: један у темену пречник отвора око 10 цм и 7 радијално постављених отвора пречника око 18 цм.
На спрату хауза кућа је имале и дечију собу у којој се налазила зидана пећ са лончићима. Као саставни део соба у овој кући појављује се и сећија украшена серџадама, везом и везеним јастучницама.